# Rogozino (gmina)
Rogozino (od 1973 Radzanowo) – dawna gmina wiejska istniejąca do 1954 roku w województwie warszawskim. Siedzibą władz gminy było Rogozino.
Gmina Rogozino powstała w 1877 roku, za czasów Królestwa Polskiego, w powiecie płockim w guberni płockiej z obszaru dotychczasowych gmin Boryszewo (w większości) i Ciołkowo.
W okresie międzywojennym gmina Rogozino należała do powiatu płockiego w województwie warszawskim. Do gminy Rogozino należała odległa eksklawa nad Wisłą, położona na granicy gmin Bielino i Miszewo Murowane. 1 kwietnia 1930 do gminy Rogozino włączono wieś i folwark Brochocin oraz wieś i folwark Brochocinek z gminy Kleniewo w tymże powiecie.
Po wojnie gmina zachowała przynależność administracyjną. Według stanu z 1 lipca 1952 roku gmina składała się z 29 gromad. Gminę zniesiono 29 września 1954 roku wraz z reformą wprowadzającą gromady w miejsce gmin. Jednostki nie przywrócono 1 stycznia 1973 roku po reaktywowaniu gmin, utworzono natomiast jej terytorialny odpowiednik, gminę Radzanowo.